# Пилкохвіст Болдирева
Пилкохвіст Болдирева (Poecilimon boldyrevi) — вид комах з родини Phaneropteridae. 

## Морфологічні ознаки
Довжина тіла (у самиці — не враховуючи довжину яйцекладу) 17–19 мм. Жовтозеленого кольору з темними цятками. Вусики щетинкоподібні, довші за тіло, у самця — з темними кільцями. Передньоспинка самця різко сідлоподібна, у самиці — цилідрична, у обох статей покрита чорними цятками, її передній край рудуватий, а бокові сторони з червонуватою облямівкою, більш вираженою у самця (іноді охоплює передньоспинку ззаду). Короткокрилі: у самця надкрила жовтуваті з темним диском, виступають з-під передньоспинки, у самиці приховані. Нижні поверхні задніх стегон гладенькі, без шипиків. Яйцеклад самиці 8,5 мм, біля вершини сильно зазубрений, від основи зубців по нижньому краю прямий. Складка поблизу основи нижньої стулки яйцекладу широка, пластинкоподібна та опущена донизу. Самці відрізняються від близьких видів г-подібними церками, циліндричними та гладенькими біля основи, у верхній частині вони дуже поступово загнуті всередину та дещо сплющені, зубчасті (у вигляді прямої, не вигнутої «пилки» з восьми–одинадцяти направлених назад дрібних чорних зубчиків і двох крупних, широко розставлених верхівкових зубців). 

## Поширення
Один з 13 видів роду у фауні України. Ендемік південного берега Криму (м. Ялта та Гаспра). Рідкісний вид, реєструються лише поодинокі екземпляри. 

## Особливості біології
Генерація однорічна. Зимують у фазі яйця. Личинки з'являються навесні, дорослі особини — з кінця червня чи початку липня. Яйця відкладають у поздовжні щілини на стеблах рослин, подібно до інших видів роду. Фітофаги. Мешкають на чагарниках. 

## Загрози та охорона
Зникає внаслідок господарського освоєння територій, придатних для існування виду.
Охороняється у Ялтинському гірськолісовому ПЗ. Необхідне вивчення особливостей біології виду та створення ентомологічних заказників у місцях його перебування.